# The Inspection
The Inspection è un film del 2022 scritto e diretto da Elegance Bratton.

## Trama
Dopo aver superato i testi fisici necessari per diventare un marine, Ellis French si reca nel campo di Parris Island, nel Carolina del Sud. Quando i suoi commilitoni scoprono della sua omosessualità, Ellis è costretto ad affrontare feroci episodi di omofobia e nonnismo.

## Produzione
Nel giugno 2021 è stato annunciato che Jeremy Pope, Gabrielle Union, Bokeem Woodbine e Raúl Castillo si erano uniti al cast di un film scritto e diretto da Elegance Bratton.

## Promozione
Il primo trailer del film è stato pubblicato il 23 agosto 2022.

## Distribuzione
La prima di The Inspection è avvenuta l'8 settembre 2022 in occasione del Toronto International Film Festival. La distribuzione della pellicola nelle sale statunitensi è avvenuta il 18 novembre 2022.

## Riconoscimenti
- 2023 - Golden Globe
  - Candidatura per il miglior attore in un film drammatico a Jeremy Pope